# Jenny Mollen
Jenny Ann Mollen Biggs (Phoenix, 1979. május 30. –) amerikai színésznő és The New York Times bestseller író.

## Életpályája
Mollen az arizonai Phoenixben született. Édesapja révén zsidó szellemben nevelkedett. Van egy nővére és egy féltestvére. Az 1990-es évek végén Mollen az arizonai Scottsdale-ben, a Chaparral Középiskolában végzett. Színészetet tanult, és a UCLA School of Theater, Film and Television intézményben szerzett diplomát. Mollen gyerekkorában a helyi színházban dolgozott. Munkákat vállalt a kaliforniai San Diegóban található Old Globe Színházban, az Idyllwild Arts Academyben és az oregoni Ashlandben található Oregon Shakespeare Fesztiválon.

## Magánélete
Mollen A spanom csaja forgatása közben ismerkedett meg Jason Biggs színésszel, akivel 2008 januárjában jegyezték el egymást. 2008. április 23-án a pár megszökött és összeházasodott a kaliforniai Los Angelesben. 2008 júliusában ünnepélyes esküvői ceremóniát tartottak a Napa-völgyben. A fiuk, Sid 2014. február 15-én született. Második fiuk, Lazlo 2017. október 2-án jött világra. Miután egy ideig Los Angelesben éltek, a Biggs család 2018-ban New Yorkba költözött.
Mollen folyékonyan beszél németül.

## Filmográfia

### Film
| Év   | Magyar cím             | Eredeti cím            | Szerep              | Magyar hang   |
| ---- | ---------------------- | ---------------------- | ------------------- | ------------- |
| 2003 |                        | Searching for Haizmann | Grace Robin         |               |
| 2004 | D.E.B.S. – Kémcsajok   | D.E.B.S.               | német D.E.B.        |               |
| 2006 | Sötét emlékek          | Ring Around the Rosie  | Wendy Baldwin       | Kovács Vanda  |
| 2006 | Csajozók társasága     | Cattle Call            | Marina Dell         | Ruttkay Laura |
| 2008 | A spanom csaja         | My Best Friend's Girl  | Colleen, az új lány |               |
| 2009 |                        | Off the Ledge          | Amber-Elizabeth     |               |
| 2011 | Ha beüt az élet        | L!fe Happens           | Rita, recepciós     |               |
| 2011 | Őrült, dilis, szerelem | Crazy, Stupid, Love    | Lisa                |               |
| 2013 | Gyilkos emlékek        | Extracted              | Abbey               | Wégner Judit  |
| 2016 | Csajos buli            | Amateur Night          | Anne Carter         | Szinetár Dóra |

Rövidfilmek
- 2002: Influence – Jessica, influenszer
- 2003: What was that? – kisasszony
- 2003: Billy Makes The Cut – Ashley
- 2004: The Raven – Lenna
- 2008: An Inconvenient Penguin – Dr. Gootentag
- 2009: Kidnapping Caitlynn – Emily (forgatókönyvíró)

### Televízió
| Év        | Magyar cím                     | Eredeti cím                                  | Szerep                        | Megjegyzések                         |
| --------- | ------------------------------ | -------------------------------------------- | ----------------------------- | ------------------------------------ |
| 2000      | Országutak őrangyala           | 18 Wheels of Justice                         | Susan Curran                  | 1 epizód                             |
| 2001      | Mrs. Klinika                   | Strong Medicine                              | Blonde                        | 1 epizód                             |
| 2003–2004 | Angel                          | Angel                                        | Nina Ash                      | 3 epizód                             |
| 2005      |                                | Return of the Living Dead: Rave to the Grave | Jenny                         | tévéfilm                             |
| 2006      | A médium                       | Medium                                       | Lydia Kyne                    | 1 epizód                             |
| 2007      |                                | Viva Laughlin                                | Amy                           | 4 epizód                             |
| 2008      | Ütközések                      | Crash                                        | Tess Nolan / Theresa Nolanski | visszatérő szereplő (7 epizód)       |
| 2009–2014 |                                | Chelsea Lately                               | önmaga                        | 2 epizód                             |
| 2010      | Esküdt ellenségek: Los Angeles | Law & Order: LA                              | Carly Morris                  | 1 epizód                             |
| 2011      | CSI: New York-i helyszínelők   | CSI: NY                                      | Angela Sayer nyomozó          | 1 epizód                             |
| 2011      | Briliáns elmék                 | Suits                                        | Gabby Stone                   | 1 epizód                             |
| 2013      | Hawaii Five-0                  | Hawaii Five-0                                | Dakota Hayes                  | 1 epizód                             |
| 2013      |                                | Wilfred                                      | Kim                           | 1 epizód                             |
| 2014      | Csajok                         | Girls                                        | Courtney                      | 1 epizód                             |
| 2015      |                                | Bachelor in Paradise: After Paradise         | társ-házigazda                | 6 epizód                             |
| 2016      |                                | Chelsea Does                                 | önmaga                        | dokumentumsorozat (1 epizód)         |
| 2016      | Lángoló Chicago                | Chicago Fire                                 | Bianca Holloway nyomozó       | 3 epizód                             |
| 2016      |                                | I Like You Just the Way I Am                 | Jenny                         | 4 epizód forgatókönyvíró és producer |
| 2016–2017 |                                | Chelsea                                      | önmaga                        | 7 epizód                             |
| 2019      |                                | The Bachelorette                             | önmaga                        | 1 epizód (15. évad)                  |

## Fordítás
- Ez a szócikk részben vagy egészben  a   Jenny Mollen című angol Wikipédia-szócikk fordításán alapul.  Az eredeti cikk szerkesztőit annak laptörténete sorolja fel. Ez a jelzés csupán a megfogalmazás eredetét és a szerzői jogokat jelzi, nem szolgál a cikkben szereplő információk forrásmegjelöléseként.